# Aftershock – Die Hölle nach dem Beben
Aftershock – Die Hölle nach dem Beben (Originaltitel: Aftershock) ist ein US-amerikanisch-chilenischer Katastrophenfilm aus dem Jahr 2012. Produzent und Hauptdarsteller war Eli Roth. Unter der Regie von Nicolás López sind in weiteren Rollen Andrea Osvárt, Ariel Levy, Lorenza Izzo und Selena Gomez zu sehen.

## Handlung
Drei Reisende, der US-Amerikaner Gringo, Ariel und Pollo, reisen durch Chile. Sie feiern in einem Club und lernen drei junge Frauen kennen, die Schwestern Monica und Kylie und ihre russische Freundin Irina. Die beiden Gruppen schließen sich zusammen und fahren gemeinsam nach Valparaíso. Dort feiern sie in einem anderen Club, als sich ein Erdbeben ereignet. Viele Partygänger werden getötet und einige liegen unter Trümmern. Ariel verliert seine linke Hand beim Versuch, einer eingeklemmten Barkeeperin zu helfen. Die Gruppe versucht herauszukommen, aber der Ausgang wird durch weiter herabfallende Trümmer blockiert. Die Putzfrau des Clubs führt sie durch einen Tunnel zu einem nahe gelegenen Gulli, wird aber beim Hinausklettern von einem Lastwagen tödlich verletzt.
Sobald sie auf der Straße sind, versucht die Gruppe, zu ihrem Auto zu gelangen, aber es wurde zerstört. Ariels Zustand verschlechtert sich aufgrund von Blutverlust immer weiter und die Gruppe beschließt, ihn so schnell wie möglich ins Krankenhaus auf dem Gipfel des Hügels zu bringen. Plötzlich ertönt eine Tsunami-Warnung und alle eilen zur Seilbahnstation, die sie schnell den Berg hinaufbringen könnte. Nach intensiven Verhandlungen stimmt der Eigentümer zu, dass Ariel in die Gondel einsteigen darf. Die Gruppe beobachtet, wie die Seilbahn die Spitze des Hügels erreicht, als plötzlich ein ausgefranstes Kabel bricht, sodass die Bahn den ganzen Weg zurückfällt und zerstört wird, wobei alle Insassen getötet werden. Nachdem sie den Tod ihres Freundes betrauert haben, geht die Gruppe auf den Friedhof zu und versucht, die Kathedrale auf dem Gipfel des Hügels durch einen zuvor erwähnten, versteckten Tunnel zu erreichen. Die Gruppe trifft auf eine Feier von Plünderern auf der Straße, bei denen es sich um entflohene Gefangene aus einem nahe gelegenen Gefängnis handelt, das während des Erdbebens beschädigt wurde. Sie versuchen, vorbeizulaufen, aber die Frauen der Gruppe ziehen die Aufmerksamkeit der Plünderer auf sich. Während er wegrennt, stürzt ein Gebäudeteil auf Gringo und fixiert ihn am Platz, lebend und bei Bewusstsein. Monica und Pollo gehen, um Hilfe zu holen, während Irina und Kylie bei Gringo bleiben.
Während sie Hilfe suchen, stoßen Monica und Pollo auf ein außer Kontrolle geratenes Feuerwehrfahrzeug. Der LKW stürzt ab und einer der Feuerwehrleute in der Kabine wird von Holzbalken getötet, während der andere gefangen ist. Pollo und Monica holen den lebenden Feuerwehrmann heraus. Er erklärt, dass einige Häftlinge versucht hätten, den Feuerwehrwagen zu übernehmen, weshalb er außer Kontrolle geraten sei. In der Zwischenzeit, während Irina versucht, den schwer verletzten Gringo zu trösten, hört Kylie, wie sich die Sträflinge nähern. Gringo fordert Kylie und Irina auf, sich zu verstecken, und meint, dass sie nur sein Geld wollen. Die Frauen verstecken sich in den Gräbern, während die Gefangenen Gringo bedrohen. Sie gießen Alkohol auf ihn und drohen, ihn anzuzünden, wenn er ihnen nicht sagt, wo die Frauen sind. Verängstigt deutet Gringo mit seinen Augen auf ihr Versteck. Irina kriecht aus ihrem Versteck und versucht wegzulaufen. Sie wird von den Sträflingen gefangen genommen. Deren Anführer vergewaltigt sie, während der Rest der Bande herumsitzt und Witze erzählt. Gringo wirft einen Stein auf den Anführer und versucht, ihn von seiner Untat abzuhalten. Der wütende Anführer zündet ihn an und verbrennt Gringo bei lebendigem Leibe.
Kylie, die all das Chaos draußen hört, beschließt wegzurennen. Die Bande folgt ihr, aber der Bruder des Anführers bleibt zurück, um Irina weiter zu vergewaltigen. Kylie kann wegrennen und Monica und die anderen treffen. Sie gehen zu Irina zurück und Pollo tötet den Bruder des Anführers mit einer Axt. Gerade als die Gruppe fliehen will, kehren die Gefangenen zurück. Der Anführer sieht die Leiche seines Bruders, feuert auf sie und tötet Irina. Der Rest der Gruppe schafft es zu entkommen und trifft auf ein abgesperrtes Gebäude mit Überlebenden. Eine alleinerziehende Mutter möchte sie nicht durchlassen, aber ihr Nachbar will das Tor öffnen. Als Pollo bittet, schießt die Frau ihn in die Brust und verletzt ihn. Die anderen helfen, ihn wegzutragen, und entscheiden, ihn zu verstecken, damit sie Hilfe holen können. Pollos Telefon klingelt plötzlich und einer der Gefangenen hört es und findet ihn. Die Gefangenen töten ihn und gehen den anderen nach. Die Gruppe kommt schließlich in der Kathedrale an, wo sie von einem Priester gerettet werden, der gerade rechtzeitig die Tür schließt. Als ein weiteres Nachbeben einsetzt, beginnt die Kathedrale auseinanderzufallen.
Der Priester führt sie zu einer geheimen Passage in der Kathedrale. Als die Gruppe eine Leiter durch die geheime Passage hinuntersteigt, schüttelt ein weiteres Nachbeben die Leiter ab. Der Priester fällt in den Tod und Kylie fällt auf ein Metallobjekt, das ihren Oberschenkel durchbohrt. Monica ist mittlerweile allein an der Spitze gestrandet, da sie die letzte war, die die Leiter hinunter ging. Der Feuerwehrmann versucht Kylie zu helfen, indem er das Objekt entfernt und seinen eigenen Mantel auszieht, um zu versuchen, die Blutung zu stoppen. Indem er den Mantel auszieht, deckt er die Gefängnis-Tätowierungen auf seinen Armen und Schultern auf. Er entpuppt sich als einer der entkommenen Gefangenen, der das Feuerwehrauto übernommen hatte. Kylie gerät in Panik. Sie verspricht, dass sie es niemandem erzählen wird. Monica findet ein paar Seile und geht den Leiterschacht hinunter. Sie findet Kylies Körper in einem der Tunnel. Der falsche Feuerwehrmann versucht, sie zu töten, aber ein Nachbeben tritt auf, und Monica kann ihn mit der Axt töten. Monica gelingt es schließlich, durch den Tunnel und an einen Strand zu entkommen. Sie läuft verwirrt am Strand entlang, um sich endlich in Sicherheit zu bringen. Als sie sich umdreht, sieht sie eine Tsunamiwelle auf sich zukommen.

## Hintergrund
Gedreht wurde mit einem Budget von 2 Millionen US-Dollar in Chile.